# كريستوفر مان (مهندس)
كريستوفر مان (بالإنجليزية: Christopher Mann)‏ هو مهندس وملحن بريطاني، ولد في 1965.